# Saint-Nicolas-de-Redon
Pour les articles homonymes, voir Saint-Nicolas et Redon (homonymie).
Saint-Nicolas-de-Redon est une commune de l'Ouest de la France, située dans le département de la Loire-Atlantique, en région Pays de la Loire.

## Géographie
Situation

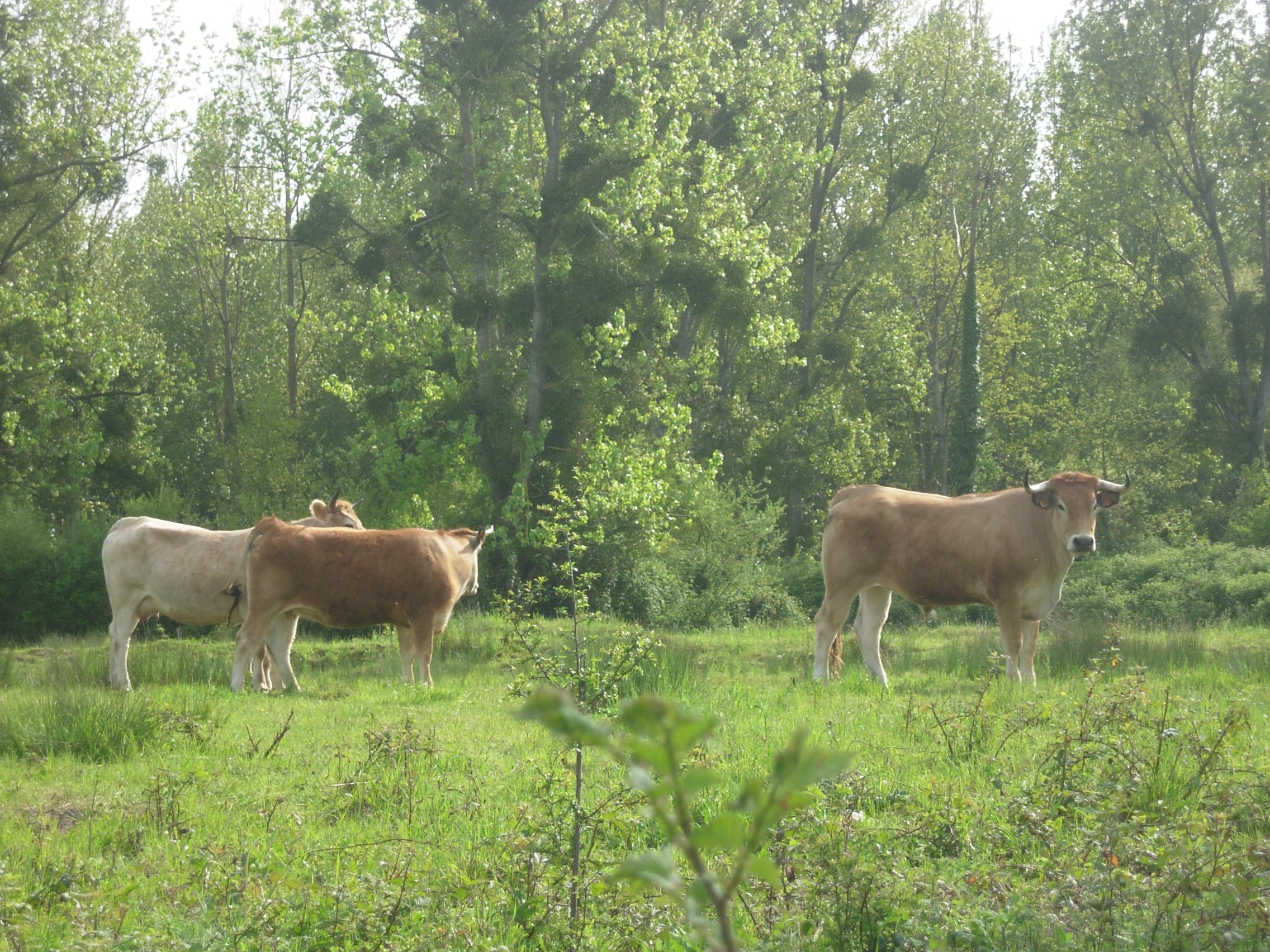
Vaches nantaises pâturant les marais de Saint-Nicolas-de-Redon.

Saint-Nicolas-de-Redon est située sur la rive gauche de la Vilaine, en face de Redon (Ille-et-Vilaine), dans une agglomération à la jonction de deux régions, la Bretagne et les Pays de la Loire, et de trois départements, la Loire-Atlantique, l'Ille-et-Vilaine et le Morbihan.
Les communes limitrophes sont  Avessac, Fégréac, Redon, Rieux et Sainte-Marie.
Selon les classements établis par l'Insee, Saint-Nicolas-de-Redon est une commune urbaine, une des quatre communes de banlieue de l’unité urbaine de Redon, qui fait partie de l'aire urbaine de Redon et de l’espace urbain de Nantes-Saint-Nazaire (cf. Liste des communes de la Loire-Atlantique).
Elle est traversée par le canal de Nantes à Brest.

### Climat
Pour des articles plus généraux, voir Climat des Pays de la Loire et Climat de la Loire-Atlantique.
En 2010, le climat de la commune est de type climat océanique franc, selon une étude du CNRS s'appuyant sur une série de données couvrant la période 1971-2000. En 2020, Météo-France publie une typologie des climats de la France métropolitaine dans laquelle la commune est exposée à un climat océanique et est dans la région climatique  Bretagne orientale et méridionale, Pays nantais, Vendée, caractérisée par une faible pluviométrie en été et une bonne insolation. 
Pour la période 1971-2000, la température annuelle moyenne est de 11,8 °C, avec une amplitude thermique annuelle de 13 °C. Le cumul annuel moyen de précipitations est de 811 mm, avec 12,7 jours de précipitations en janvier et 6,2 jours en juillet. Pour la période 1991-2020, la température moyenne annuelle observée sur la station météorologique de Météo-France la plus proche, sur la commune de Saint-Jacut-les-Pins à 12 km à vol d'oiseau, est de 12,4 °C et le cumul annuel moyen de précipitations est de 947,8 mm,. Pour l'avenir, les paramètres climatiques de la commune estimés pour 2050 selon différents scénarios d'émission de gaz à effet de serre sont consultables sur un site dédié publié par Météo-France en novembre 2022.

## Urbanisme

### Typologie
Au 1er janvier 2024, Saint-Nicolas-de-Redon est catégorisée petite ville, selon la nouvelle grille communale de densité à sept niveaux définie par l'Insee en 2022.
Elle appartient à l'unité urbaine de Redon, une agglomération inter-régionale regroupant six  communes, dont elle est une commune de la banlieue,,. Par ailleurs la commune fait partie de l'aire d'attraction de Redon, dont elle est une commune du pôle principal,. Cette aire, qui regroupe 22 communes, est catégorisée dans les aires de moins de 50 000 habitants,.

### Occupation des sols
L'occupation des sols de la commune, telle qu'elle ressort de la base de données européenne d’occupation biophysique des sols Corine Land Cover (CLC), est marquée par l'importance des territoires agricoles (69,2 % en 2018), en diminution par rapport à 1990 (74,6 %). La répartition détaillée en 2018 est la suivante :
zones agricoles hétérogènes (45,2 %), prairies (22,6 %), forêts (13,9 %), zones urbanisées (12,5 %), eaux continentales (2,3 %), zones industrielles ou commerciales et réseaux de communication (2,1 %), terres arables (1,4 %). L'évolution de l’occupation des sols de la commune et de ses infrastructures peut être observée sur les différentes représentations cartographiques du territoire : la carte de Cassini (XVIIIe siècle), la carte d'état-major (1820-1866) et les cartes ou photos aériennes de l'IGN pour la période actuelle (1950 à aujourd'hui).

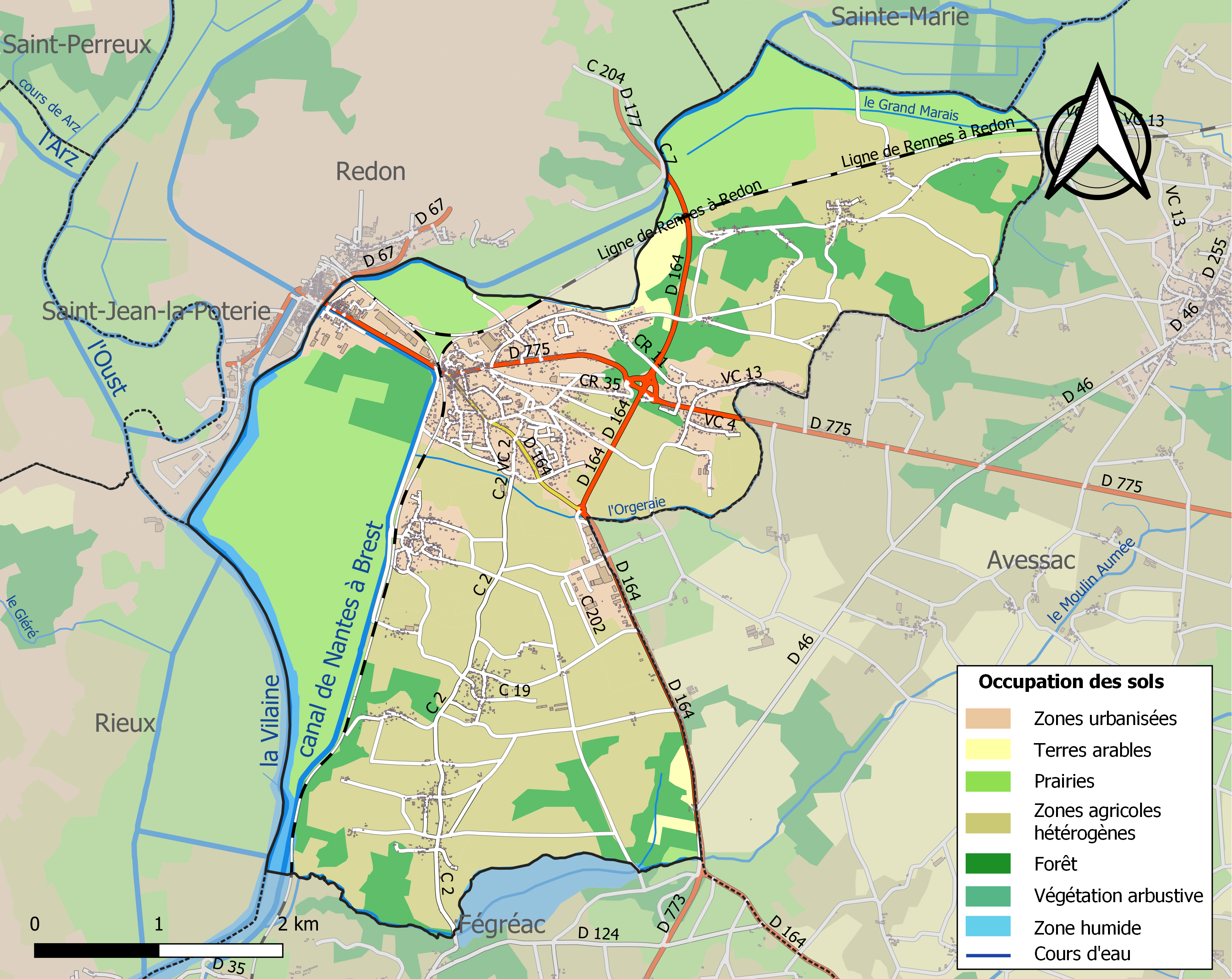
Carte des infrastructures et de l'occupation des sols de la commune en 2018 (CLC).

## Toponymie
Le nom de la localité est attesté sous les formes Sanctus Nicolaus et Sanctus Nicolaus ad Caput Calcei en 1131.
L'origine du nom de la ville vient de Saint Nicolas de Rotono.
Le nom de la commune en gallo est Saint-Nicolâs ou Saint-Nicolâs de Redon. Plusieurs prononciations locales ont été collectées : [sɛ̃nikɔlɑ] [sɛ̃niko̞lɑ̈] [sɛ̃niko̞lɑ̈dərdɔ̃] [sɛ̃nikɔlɑdəʁdɔ̃].
En breton, son nom actuel est Sant-Nikolaz-an-Hent,.

## Histoire
Le nom de la ville vient de Saint Nicolas de Rotono à l'époque du démembrement de la paroisse d'Avessac. Parmi les seize frairies anciennes, quatre ont formé la commune de Saint-Nicolas-de-Redon :
- Le bourg - Saint-Nicolas et Saint-Germain ;
- La Provotaie - Saint-Joseph ;
- Rotz - Sainte-Anne ;
- Quinsignac - Saint-Côme et Saint-Damien.

En 1318 un texte relate les méfaits du Frère Jean des Voies ou de Via, prieur de Saint-Nicolas-de-Redon de l'Ordre de Saint Benoît, à l'encontre de l'évêque de Nantes.
Au bourg de Saint-Nicolas il existait au bord de la chaussée une chapelle dédiée à saint Germain démolie en 1762.
Durant la Révolution française, Saint-Nicolas-de-Redon est rebaptisé « Union-sur-Vilaine ».

## Héraldique
| Blason | Blasonnement : D'or aux deux crosses adossées d'azur rangées en fasce. Commentaires : Armoiries du Prieuré de Saint-Nicolas (Armorial Général de 1696). Les crosses symbolisent Saint Nicolas, patron de la paroisse. Saint Nicolas, ou Nicolas de Myre, est né en 270 à Patara en Lycie (Turquie actuelle) et est mort le 6 décembre 345. Évêque de Myre, il est le protecteur des enfants, des veuves et des gens faibles. La crosse représente généralement le bâton épiscopal recourbé et fleuronné dans sa partie supérieure. On l'appelle pedum, le bâton de berger, parce qu'il symbolise la forme du bâton recourbé dont les anciens bergers se servaient pour saisir les moutons par les pieds, afin de les arrêter dans leur course vagabonde et les ramener dans le troupeau protecteur. Blason (délibération municipale du 28 janvier 1977) enregistré le 15 novembre 1978. |

## Population et société

### Démographie

#### Évolution démographique
L'évolution du nombre d'habitants est connue à travers les recensements de la population effectués dans la commune depuis 1793. Pour les communes de moins de 10 000 habitants, une enquête de recensement portant sur toute la population est réalisée tous les cinq ans, les populations de référence des années intermédiaires étant quant à elles estimées par interpolation ou extrapolation. Pour la commune, le premier recensement exhaustif entrant dans le cadre du nouveau dispositif a été réalisé en 2005.

En 2022, la commune comptait 3 304 habitants, en évolution de +4,42 % par rapport à 2016 (Loire-Atlantique : +6,68 %, France hors Mayotte : +2,11 %).
| 1793  | 1800  | 1806  | 1821  | 1831  | 1836  | 1841  | 1846  | 1851  |
| ----- | ----- | ----- | ----- | ----- | ----- | ----- | ----- | ----- |
| 1 880 | 1 026 | 1 393 | 1 515 | 1 621 | 1 696 | 1 817 | 1 890 | 1 901 |

| 1856  | 1861  | 1866  | 1872  | 1876  | 1881  | 1886  | 1891  | 1896  |
| ----- | ----- | ----- | ----- | ----- | ----- | ----- | ----- | ----- |
| 1 880 | 1 919 | 1 944 | 1 985 | 2 025 | 2 170 | 2 141 | 2 263 | 2 348 |

| 1901  | 1906  | 1911  | 1921  | 1926  | 1931  | 1936  | 1946  | 1954  |
| ----- | ----- | ----- | ----- | ----- | ----- | ----- | ----- | ----- |
| 2 486 | 2 526 | 2 422 | 2 217 | 2 206 | 2 117 | 2 046 | 2 217 | 2 291 |

| 1962  | 1968  | 1975  | 1982  | 1990  | 1999  | 2005  | 2006  | 2010  |
| ----- | ----- | ----- | ----- | ----- | ----- | ----- | ----- | ----- |
| 2 356 | 2 568 | 2 763 | 2 951 | 2 917 | 2 802 | 2 910 | 2 935 | 3 109 |

| 2015  | 2020  | 2022  | - | - | - | - | - | - |
| ----- | ----- | ----- | - | - | - | - | - | - |
| 3 157 | 3 280 | 3 304 | - | - | - | - | - | - |

#### Pyramide des âges
En 2018, le taux de personnes d'un âge inférieur à 30 ans s'élève à 31,0 %, soit en dessous de la moyenne départementale (37,3 %). À l'inverse, le taux de personnes d'âge supérieur à 60 ans est de 32,2 % la même année, alors qu'il est de 23,8 % au niveau départemental.
En 2018, la commune comptait 1 547 hommes pour 1 664 femmes, soit un taux de 51,82 % de femmes, légèrement supérieur au taux départemental (51,42 %).
Les pyramides des âges de la commune et du département s'établissent comme suit.
| Hommes | Classe d’âge | Femmes |
| ------ | ------------ | ------ |
| 0,3    | 90 ou +      | 0,8    |
| 8,7    | 75-89 ans    | 10,9   |
| 20,8   | 60-74 ans    | 22,6   |
| 22,0   | 45-59 ans    | 20,8   |
| 15,7   | 30-44 ans    | 15,0   |
| 15,3   | 15-29 ans    | 14,6   |
| 17,2   | 0-14 ans     | 15,1   |

| Hommes | Classe d’âge | Femmes |
| ------ | ------------ | ------ |
| 0,6    | 90 ou +      | 1,8    |
| 6      | 75-89 ans    | 8,6    |
| 15,1   | 60-74 ans    | 16,4   |
| 19,4   | 45-59 ans    | 18,8   |
| 20,1   | 30-44 ans    | 19,3   |
| 19,2   | 15-29 ans    | 17,4   |
| 19,5   | 0-14 ans     | 17,6   |

## Lieux et monuments

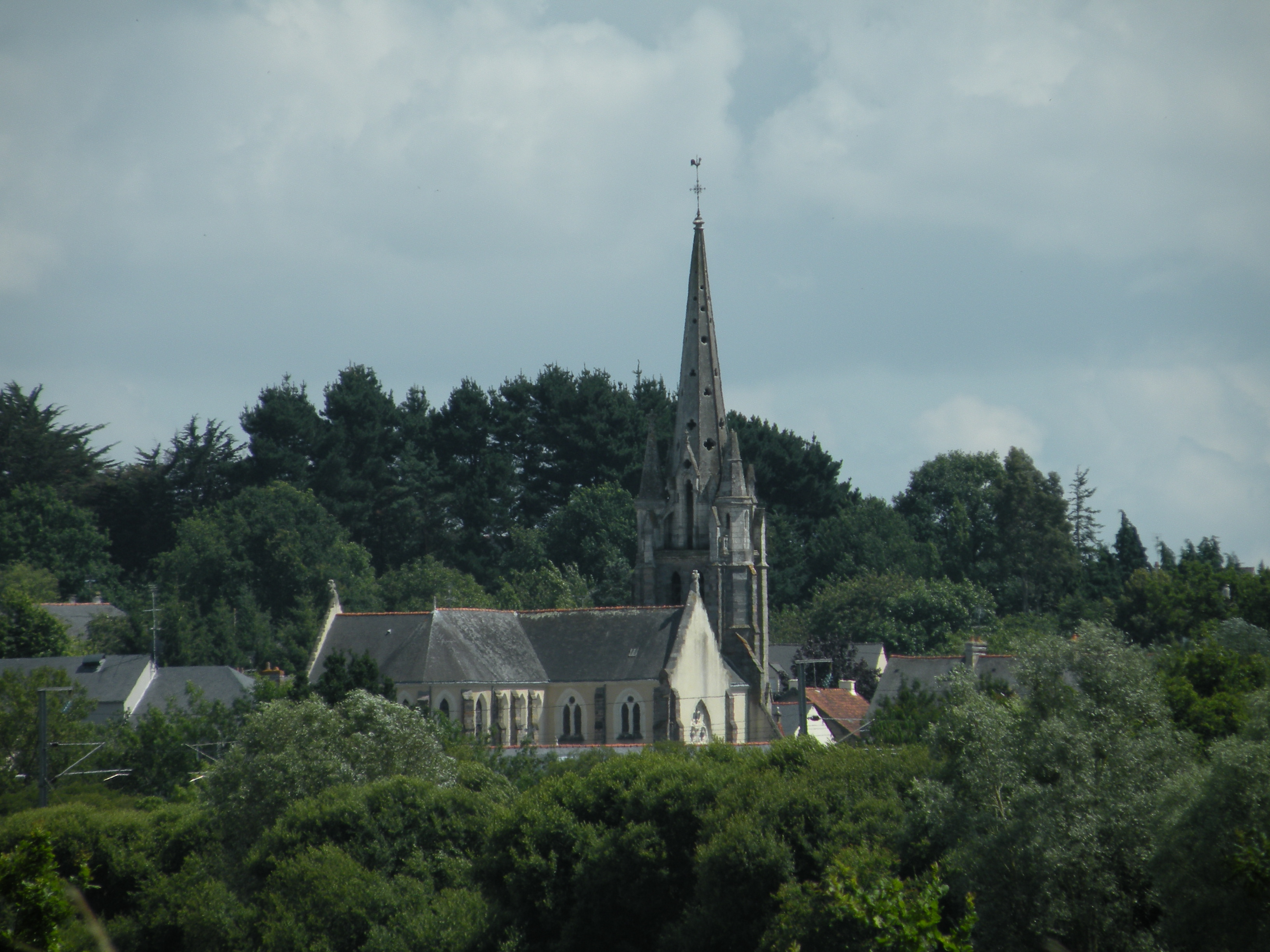
L'église Saint-Nicolas.

- L'église Saint-Nicolas (1849), œuvre de l'architecte Faucheur et placée sous le patronage de saint Nicolas de Myra. Cette église remplace la chapelle de l'abbaye Saint-Sauveur de Redon. Édifiée à partir du 15 octobre 1847 sur l'emplacement de l'ancien cimetière, l'église est terminée et bénie le 18 septembre 1849 par Mgr Antoine-Matthias-Alexandre Jacquemet, évêque de Nantes (1803-1869).
- La chapelle Sainte-Anne-de-Rotz (XVIIe siècle – 1860), située à La Cour de Rotz. Cette chapelle, attenante au manoir de Retz, appartenait jadis aux moines de l'abbaye Saint-Sauveur de Redon. La chapelle est restaurée en 1860 et la messe y est célébrée jusqu'en 1959.
- Les vestiges de la chapelle de la Madeleine (XVIIe siècle), situées en face de l'Aumônerie, à l'emplacement d'une ancienne léproserie.
- La chapelle Saint-Joseph (1840), située à La Provotaie. Cette chapelle a été réhabilitée au milieu des années 1980.
- Les vestiges de la maison du Contrebandier (XVIIe siècle), situés près de la Grotte d'Etriel.
- Le four à pain (XVIIIe-XIXe-XXe siècle), situé à La Provotaie.
- Le four à pain situé à Quinsignac, rénové à partir de 1996 par l'association QAL[32] et est toujours en activité[33].
- Le parc du château de Cavardin du XIXe (détruit en 1944).
- Le moulin à vent d'Amassé.

## Personnalités liées à la commune
- Alexandre Braud (1872-1939), prêtre eudiste, dramaturge auteur de la pièce Subercase, supérieur du Collège Sainte-Anne, en Nouvelle-Écosse, né dans la commune ;
- Yvonne Gaudeau, actrice française (1921-1991), née dans la commune ;
- André Harvec, de son vrai nom André Hervé, né le 3 juillet 1918 à Saint-Nicolas-de-Redon, est un dessinateur humoristique et auteur de bande dessinée français ;
- Pierre-Yvon Trémel, sénateur des Côtes-d'Armor, est décédé dans la commune le 29 juin 2006.
- Hubert Niel (1941-2022), cycliste professionnel ayant bouclé un Tour de France